# 卫国戍边纪念章
卫国戍边纪念章是中华人民共和国中央军事委员会根据2010年5月4日修订的《中国人民解放军纪律条令》第七十二条规定设立、并于2011年8月1日起启用的纪念章，共分三个等级。

## 授予原则
颁发给在边远艰苦地区服现役的军官、文职干部和士兵，其中，对在第一、二等级边远艰苦地区累计服现役满1年、不满2年的；在第三等级边远艰苦地区累计服现役满2年、不满4年的；在第四等级边远艰苦地区累计服现役满3年、不满6年的；在第五等级边远艰苦地区累计服现役满4年、不满8年的；在第六等级边远艰苦地区累计服现役满5年、不满10年的，可以授予铜质纪念章。在上述边远艰苦地区服现役时间，累计超过以上相应规定时间2倍以上的，可以授予银质纪念章；累计超过3倍以上的，可以授予金质纪念章。
边远艰苦地区范围按照总后《关于调整完善高山海岛津贴制度的通知》规定执行。卫国戍边纪念章的颁发对象，应为《纪律条令》施行后仍在第一至第六等级边远艰苦地区服役的官兵。
累计超过相应规定时间2倍或3倍以上的计算方法，可按授予铜质纪念章规定的下限时间为基数。如，《纪律条令》规定在第一、二等级边远艰苦地区服役满1年、不满2年的，可授予铜质纪念章，而授予银质、金质纪念章应分别为满2年、3年。
对间断在上述地区服役的官兵，其在边远艰苦地区服役的时间可作累计。对在不同等级边远艰苦地区之间调动工作的，服役时间可按不同等级边远艰苦地区颁发纪念章规定时间相应的倍数关系进行换算。如，在第一、二等级边远艰苦地区工作半年，相当于在第六等级边远艰苦地区工作2年半。鉴于金质纪念章是最高级别，获得金质纪念章后仍在边远艰苦地区服役的，不再重复颁发。

## 图案
|                         |                         |                         |
| 金质卫国戍边纪念章/略章 | 银质卫国戍边纪念章/略章 | 铜质卫国戍边纪念章/略章 |